# الضربة الجوية المصرية (حرب أكتوبر)
الضربة الجوية في حرب أكتوبر كما تسمّى في مصر أو في سوريا، هي ضربة جوية افتتاحية لحرب أكتوبر نفّذتها القوات الجوية المصرية والقوات الجوية السورية بهدف ضرب الأهداف الإسرائيلية في سيناء والجولان، بهجوم موحٌد مفاجئ في توقيت واحد وذلك في يوم 6 أكتوبر 1973 الذي وافق عيد الغفران اليهودي، تلاها هجوم القوات السورية على تحصينات القوات الإسرائيلية في مرتفعات الجولان، بينما هاجمت القوات المصرية تحصينات خط بارليف بطول قناة السويس وفي عمق سيناء بإبرار جوي لقوات الصاعقة.
تُعرف هذه الضربة الجوية في مصر باسم «الضربة الجوية الأولى» بالرغم من أن الاسم العملياتي لها هو «ضربة صِدام»، فقد لعب الإعلام دوراً كبيراً في ترويج المسمى الأول والتضخيم من تأثير هذه الضربة لحد وصفها بمفتاح نصر أكتوبر وجاء ذلك من بعد تولٌي قائد القوات الجوية الأسبق محمد حسني مبارك رئاسة الجمهورية عقب اغتيال السادات.
كانت الضربة الجوية منقسمة لضربتين على مرحلتين قدٌر الخبراء الروس نجاح الأولى بنحو 30% وخسائرها بنحو 40% ونظراً للنجاح «الكبير» الذي حققته الضربة الأولى والبالغ نحو 95% وبخسائر نحو 2.5% ألغيت الضربة الثانية حسب السرد المتداول عنها، لكن لا تُشير مذكرات القادة العسكريين المصريين إلى أي مدى بلغت مشاركة الخبراء الروس في وضع تصورات للخطط المصرية المعدة لحرب التحرير واطلاعهم عليها. في حين تشير الخسائر العسكرية للقوات الجوية المصرية وفقًا لأسماء الطيارين المصريين الذين سقطوا في اليوم الأول لحرب أكتوبر أنها أعلى من 2.5% دون حساب خسائر المروحيات وما عليها من مقاتلين الصاعقة والتي حدثت كنتيجة مباشرة لإلغاء الضربة الجوية الثانية وفقاً لبعض العسكريين. وهذا من شأنه أن يؤكد أن الضربة الجوية الأولى لم تكن بهذا القدر من النجاح ليتثنى للطيران الإسرائيلي أن يخرج من نفس المطارات التي استُهدفت من قبل ليهاجم المروحيات المصرية المفتقرة للغطاء الجوي ويسقط معظمها بسهولة، فضلاً عن ذلك فإن سير العمليات العسكرية الإسرائيلية في سيناء أو الجولان لم يتأثر بشكل كبير نتيجة الضربة الجوية طوال فترة الحرب.

## قائمة خسائر الضربة الجوية المصرية
| الاسم                       | الرتبة    | السرب | نوع الطائرة | السبب                  | المكان والملاحظات                                            |
| --------------------------- | --------- | ----- | ----------- | ---------------------- | ------------------------------------------------------------ |
| محمود علي سري               | مقدم      | 36    | تي-16       | نيران أرضية            | من طاقم القاذفة: نقيب آدم محمد آدم والباقي غير معروف         |
| محسن غالب شحاتة             | مقدم      | 36    | تي-16       | نيران أرضية            | من طاقم القاذفة: نقيب ناجي نجاتي يوسف بطرس والباقي غير معروف |
| صبحي الشيخ                  | نقيب      | 25    | ميج 21      | اشتباك جوي             | معركة شرم الشيخ الجوية                                       |
| هاني كساب أحمد              | نقيب      | 89    | ميج-17      | اشتباك جوي             | معركة شرم الشيخ الجوية                                       |
| محمد كامل محمد سيد أحمد نور | ملازم أول | 89    | ميج-17      | اشتباك جوي             | معركة شرم الشيخ الجوية                                       |
| جميل إسماعيل رضوان بيبرس*   | ملازم أول | 89    | ميج-17      | اشتباك جوي             | معركة شرم الشيخ الجوية                                       |
| محمد فكري عبد الفتاح        | ملازم أول | 89    | ميج-17      | اشتباك جوي             | معركة شرم الشيخ الجوية                                       |
| حسن محمد سعيد               | ملازم أول | 89    | ميج-17      | اشتباك جوي             | معركة شرم الشيخ الجوية                                       |
| عاصم عبد الحميد حسين الفقي  | رائد      | 62    | ميج-17      | نيران أرضية            | الطاسة                                                       |
| زكريا كمال محمد أحمد**      | عقيد      | 52    | سوخوي-7     | اشتباك جوي/نيران أرضية | مطار المليز                                                  |
| عاطف السادات                | نقيب      | 52    | سوخوي-7     | اشتباك جوي/نيران أرضية | مطار المليز                                                  |
| عصام خليل محروس             | نقيب      | 52    | سوخوي-7     | اشتباك جوي/نيران أرضية | مطار المليز                                                  |
| شريف عبد الوهاب             | نقيب      | 52    | سوخوي-7     | اشتباك جوي/نيران أرضية | مطار المليز                                                  |
| حسين بشير عثمان             | ملازم أول | 82    | ميج-21      |                        | أم خشيب                                                      |
| محمد جمال الدين الشافعي     | نقيب      |       |             |                        |                                                              |
| علي حسين علي                | نقيب      |       |             |                        |                                                              |

- يُعرف باسم علي رشوان بالخطأ
- قائد السرب 52 وأول خسائر الضربة الجوية